# 나디아 페트로바

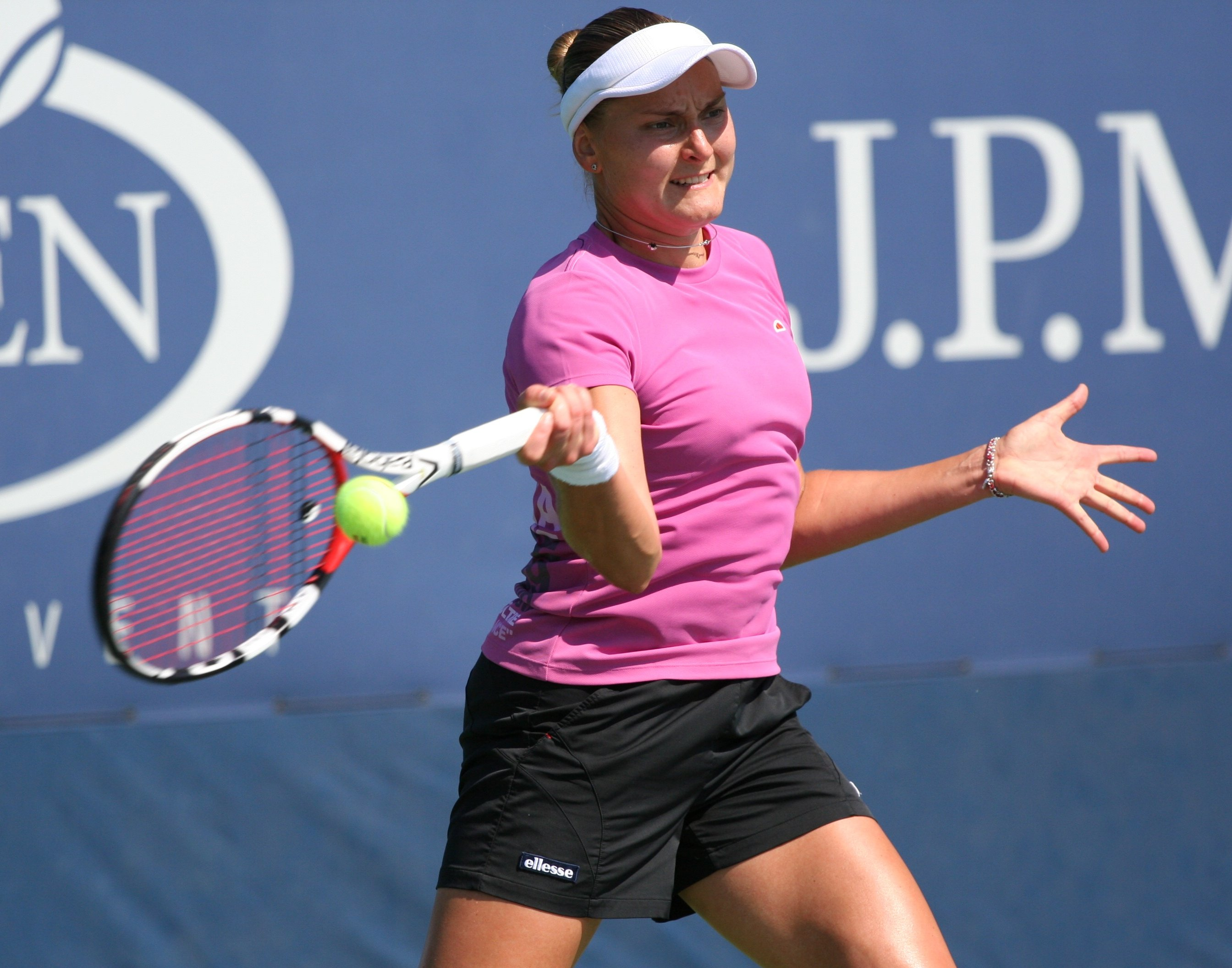
2009년 US 오픈에서의 페트로바

나데즈다 빅토로브나 페트로바(Надежда Викторовна Петрова, 1982년 6월 8일 ~ )는 러시아의 프로페셔널 테니스 선수이다.